# نوتر-دام-ده-ست-دولر، کبک
نُتر-دام-دِ-سِِت-دولُر (به فرانسوی: Notre-Dame-des-Sept-Douleurs) قصبه‌ای در منطقه شهری ریوییر-دو-لو ناحیه با-سن-لوران در استان کبک کانادا است. در سرشماری سال ۲۰۱۱ این قصبه ۴۵ نفر جمعیت داشته‌است و مساحت آن ۱۱٫۱۸ کیلومتر مربع است.